# خرگوشک‌های نواردار
خرگوشک‌های نواردار (نام علمی: Nesolagus) سردهای از خرگوش‌ها است که شامل سه گونه خرگوشک نواردار است: خرگوشک نواردار آنامیت، خرگوشک نواردار سوماترایی و گونه منقرض‌شده خرگوشک نواردار چینی N. sinensis. به‌طور کلی اطلاعات کمی دربارهٔ این سرده وجود دارد، بیشتر اطلاعات از خرگوش سوماترا به دست می‌آید.

## گونه‌ها
سردهٔ Nesolagus دارای سه گونه است که یکی منقرض شده است:
- خرگوشک نواردار سوماترایی، Nesolagus netscheri
- خرگوشک نواردار آنامیت، Nesolagus timminsi
- † خرگوشک نواردار چینی Nesolagus sinensis ,[۲] اوایل پلیستوسن چین.